# Макан
Макан — река в России, протекает по Башкортостану. Устье реки находится в 58 км по левому берегу реки Таналык. Длина реки составляет 27 км.

## Притоки (км от устья)
- 8,3 км: река Макан 3-й
- 9,8 км: река Макан 2-й

## Данные водного реестра
По данным государственного водного реестра России относится к Уральскому бассейновому округу, водохозяйственный участок реки — Урал от Магнитогорского гидроузла до Ириклинского гидроузла, речной подбассейн реки — подбассейн отсутствует. Речной бассейн реки — Урал (российская часть бассейна).
Код объекта в государственном водном реестре — 12010000312112200002912.